# Mohamed Fofana (calciatore 7 maggio 1985)
Mohamed Fofana (Parigi, 7 maggio 1985) è un ex calciatore francese di passaporto maliano, di ruolo attaccante.

## Carriera
La sua carriera italiana inizia a 18 anni nel Cittadella, che lo preleva dai francesi del Les Lilas con cui era cresciuto. Con la squadra veneta inizialmente vede poco il campo, anche in virtù della giovane età, rimanendovi comunque per quattro annate.
Nella stagione 2007-2008 esordisce in Serie B con il neopromosso Ravenna: in estate sigla un gol in Coppa Italia che elimina il Chievo, ma oltre a ciò Fofana segnerà solo un'altra rete nella sconfitta di Brescia. Il travagliato campionato dei romagnoli culminerà con la retrocessione. Anche il giocatore scende in terza serie, giocando però in prestito alla Pro Patria dove realizza 11 reti arrivando in finale playoff con la sua squadra.
Nel 2009 si trasferisce all'Arezzo, ma viene condizionato da alcuni infortuni e chiude il campionato con 2 gol all'attivo. La sua parentesi toscana dura solo un anno, poiché la società amaranto finirà per scomparire.
Nonostante il suo cartellino fosse ancora di proprietà del Ravenna, il francese rifiuta il prolungamento del contratto con i giallorossi (in scadenza l'estate successiva) ed ottiene la cessione a titolo definito alla SPAL che gli offre un triennale. Anche qui è costretto a saltare alcune partite per infortunio ma, complici alcuni attriti con società e ambiente, il rapporto con il club si conclude anticipatamente.
Per la stagione 2011-2012 firma con il Siracusa, sempre in Lega Pro, ma a dicembre nel corso della partita Lanciano-Siracusa subisce una rottura del legamento del tendine rotuleo sinistro. L'infortunio lo tiene fuori cinque mesi, rientra infatti all'ultima giornata di campionato disputando anche i playoff persi contro il Lanciano.
Un anno più tardi Fofana si accorda proprio con il Lanciano neopromosso in Serie B, giocando così nello stadio in cui si era infortunato seriamente pochi mesi prima. Nonostante le voci di mercato e i malumori dei tifosi nei suoi confronti, durante il mercato di gennaio non viene ceduto. Chiude la stagione con 31 presenze e 3 gol nella serie cadetta.
Il 17 gennaio 2014 firma un contratto per un prestito con la Salernitana, con la quale termina la stagione con 11 presenze in campionato.
Nel mese di luglio viene di nuovo ceduto in prestito, questa volta al Catanzaro.
Il 14 gennaio 2015 passa al Grosseto, dove mette a segno quattro reti in quindici presenze. Terminato il prestito, ritorna al Lanciano, rimanendovi fino al 28 gennaio 2016, quando la società abruzzese lo cede, questa volta a titolo definitivo, alla Lupa Roma, dove il 21 febbraio segna il suo primo gol trasformando il rigore che consegna la vittoria alla sua squadra ai danni del Teramo.

## Statistiche

### Presenze e reti nei club
Statistiche aggiornate al 22 febbraio 2016.
| Stagione        | Squadra         | Campionato      | Campionato | Campionato | Coppe nazionali | Coppe nazionali | Coppe nazionali | Coppe continentali | Coppe continentali | Coppe continentali | Altre coppe | Altre coppe | Altre coppe | Totale | Totale |
| Stagione        | Squadra         | Comp            | Pres       | Reti       | Comp            | Pres            | Reti            | Comp               | Pres               | Reti               | Comp        | Pres        | Reti        | Pres   | Reti   |
| --------------- | --------------- | --------------- | ---------- | ---------- | --------------- | --------------- | --------------- | ------------------ | ------------------ | ------------------ | ----------- | ----------- | ----------- | ------ | ------ |
| 2007-2008       | Ravenna         | B               | 22         | 1          | CI              | 1               | 0               | -                  | -                  | -                  | -           | -           | -           | 23     | 1      |
| 2008-2009       | Pro Patria      | 1D              | 26+1       | 11         | CI-LP           | 1               | 0               | -                  | -                  | -                  | -           | -           | -           | 28     | 11     |
| 2009-2010       | Arezzo          | 1D              | 22+1       | 2          | CI+CI-LP        | 1+0             | 0               | -                  | -                  | -                  | -           | -           | -           | 24     | 2      |
| 2010-2011       | SPAL            | 1D              | 22         | 4          | CI+CI-LP        | 0               | 0               | -                  | -                  | -                  | -           | -           | -           | 22     | 4      |
| 2011-2012       | Siracusa        | 1D              | 12+2       | 5+1        | CI+CI-LP        | 2+0             | 1               | -                  | -                  | -                  | -           | -           | -           | 16     | 7      |
| 2012-2013       | Lanciano        | B               | 31         | 3          | CI              | 0               | 0               | -                  | -                  | -                  | -           | -           | -           | 31     | 3      |
| 2013-gen. 2014  | Lanciano        | B               | 3          | 0          | CI              | 0               | 0               | -                  | -                  | -                  | -           | -           | -           | 3      | 0      |
| gen.-giu. 2014  | Salernitana     | 1D              | 11+1       | 0          | CI+CI-LP        | 0+4             | 0               | -                  | -                  | -                  | -           | -           | -           | 16     | 0      |
| 2014-gen. 2015  | Catanzaro       | LP              | 12         | 1          | CI+CI-LP        | 1+0             | 0               | -                  | -                  | -                  | -           | -           | -           | 13     | 1      |
| gen.-giu. 2015  | Grosseto        | LP              | 15         | 4          | CI-LP           | -               | -               | -                  | -                  | -                  | -           | -           | -           | 15     | 4      |
| 2015-gen. 2016  | Virtus Lanciano | B               | 0          | 0          | CI              | 1               | 0               | -                  | -                  | -                  | -           | -           | -           | 1      | 0      |
| Totale Lanciano | Totale Lanciano | Totale Lanciano | 34         | 3          |                 | 1               | 0               |                    | -                  | -                  |             | -           | -           | 35     | 3      |
| gen.-giu. 2016  | Lupa Roma       | LP              | 13+2       | 4          | CI+CI-LP        | -               | -               | -                  | -                  | -                  | -           | -           | -           | 15     | 4      |
| Totale carriera | Totale carriera | Totale carriera | 189+7      | 35+1       |                 | 10              | 1               |                    | -                  | -                  |             | -           | -           | 206    | 37     |

## Palmarès

### Club

#### Competizioni nazionali
- Coppa Italia Lega Pro: 1

Salernitana: 2013-2014